# Myrsini Malakou
Myrsini Malakou é um biólogo grego. Ele recebeu o Prémio Ambiental Goldman em 2001 pelas suas contribuições para a protecção das zonas húmidas de Préspa, juntamente com o biólogo Giorgos Catsadorakis.